# بين القصرين (مسلسل)
مسلسل بين القصرين هو مسلسل مصري تم انتاجه عام 1987 من بطولة محمود مرسي وهدى سلطان، ومن سيناريو محسن زايد الذي تناول فيها الجزء الأول (بين القصرين) من سلسلة ثلاثية نجيب محفوظ الجزء التالي للمسلسل هو قصر الشوق صدر عام 1988.

## قصة
في معالجة تليفزيونية للجزء الأول من ثلاثية (نجيب محفوظ) ، يتعرض المسلسل لما كانت عليه الأحوال السياسية والاجتماعية قبل قيام ثورة 1919 ، من خلال التمركز حول حياة أفراد عائلة (السيد أحمد عبد الجواد) ، والتفاوت الشديد بين الشدة والحزم التي يتبعهما السيد مع عائلته ، وحياة اللهو والترف التي يحياها بمفرده ليلا .

## فريق العمل

### بطولة
| - محمود مرسي: السيد أحمد عبد الجواد - هدى سلطان: أمينة - معالي زايد: زنوبة - صلاح السعدني: ياسين عبد الجواد - تيسير فهمي: عائشة عبد الجواد - مديحة حمدي: خديجة عبد الجواد - عايدة كامل: أم مريم | - مي عبد النبي: مريم رضوان - نبيل الدسوقي: جميل الحمزاوي - كمال أبو رية: فهمي عبد الجواد - عزيزة حلمي: لطيفة هانم - جمال إسماعيل: محمد عفت - أنور محمد: إبراهيم الفار - محمد توفيق: شيخ وداعية | - سامي مغاوري: خليل شوكت - فاروق الرشيدي: إبراهيم افندى شوكت - هادي الجيار: حسنين - آمال شريف: جليلة العالمة - إيمان حمدي: زينب محمد عفت - هانم محمد: أم حنفي - إعتدال شاهين: أم أمينة | - إمتثال زكي: أم ياسين - سيد صادق: علي عبد الرحيم - محمد إبراهيم: محمد كامل - عادل عطية: الشحات - محمد قاسم: عبده العواد - وسام حمدي: كمال عبد الجواد - شويكار: زبيدة |

إشترك في التمثيل: هشام عبد الله - أحمد زايد - حمدي المرسي - موسى سالم - محمد سعيد - عبد المعطى حسين - إبراهيم خليل - فتحي عبد الحليم